# Asociación Club Deportivo Ucrania
La Asociación Club Deportivo Ucrania es un club de fútbol peruano, con sede en la ciudad peruana de Nueva Cajamarca, en el Departamento de San Martín. Fue fundado en 2017 y desde la temporada 2025 juega en la Liga 3, la tercera categoría del fútbol nacional.

## Historia

### 2017: Fundación
El club fue fundado en 2017 en el caserío de Ucrania, del distrito de Nueva Cajamarca.

### 2017-2023: En Copa Perú
En 2017 empezó a participar en la Copa Perú donde llegó hasta la liguilla de la Etapa Departamental de San Martín. Sin embargo, no pudo superar esa fase y quedó eliminado. 
En la Copa Perú 2018 llegó hasta la semifinal departamental donde fue eliminado por Bellavista FC. En 2022 y 2023 no pudo superar la Etapa Provincial, siendo eliminado en ambos casos por Atlético Awajún.

### 2024: El ascenso a Liga 3
En la Copa Perú 2024 logró la clasificación a la Etapa Nacional como campeón distrital, campeón provincial y también campeón departamental. En la tabla única de la fase regular terminó en la 10ª posición. Su rival en la serie de los dieciseisavos de final fue Deportivo Lute, al cual superó tras vencer con un global de 4-3 a su favor. En octavos de final enfrentó a FCR San Antonio  donde también venció 3-2 de visita y 4-0 como local. Fue eliminado en cuartos de final por Juventud Santo Domingo en partido único jugado en Lima, donde perdió 2-1 y quedó eliminado de la competición. Debido a que el otro equipo del departamento, Biavo FC, no superó la fase regular Deportivo Ucrania ascendió a la recién creada Liga 3 para el siguiente año como el representante de San Martín.

## Entrenadores
- Carlos López (2020-2025)

## Palmarés

### Torneos regionales
| Competición regional                    | Títulos                 | Subcampeonatos |
| --------------------------------------- | ----------------------- | -------------- |
| Liga Departamental de San Martín (1/0)  | 2024                    |                |
| Liga Provincial de Rioja (3/0)          | 2017, 2018, 2024.       |                |
| Liga Distrital de Nueva Cajamarca (4/1) | 2017, 2018, 2023, 2024. | 2022.          |